# Giuseppe Sangiorgi
Giuseppe Sangiorgi (Massa Lombarda, 17 gennaio 1850 – Roma, 19 febbraio 1928) è stato un mercante d'arte italiano.

## Biografia
Nato nel 1850 a Massa Lombarda (all'epoca nella Legazione di Ravenna), si trasferì prima a Milano e infine a Roma.

## La Galleria Sangiorgi
Nel 1890 aprì la sua galleria d'arte all'interno del palazzo Borghese. Con il passare del tempo, la Galleria Sangiorgi crebbe in estensione, fino a diventare una delle più importanti d'Europa. Sangiorgi vendeva abitualmente oggetti di scavo, medievali, del Rinascimento fino al XVIII secolo. Un altro settore della Galleria - aiutato dall'uso della fotografia - erano le copie e le imitazioni, talora anche dei falsi.
Sangiorgi ebbe clienti di alto livello. Fra gli acquirenti esteri si contano fra l'altro il Metropolitan Museum of Art di New York o la Ny Carlsberg di Copenaghen, Isabella Stewart-Gardner e John Pierpont Morgan. Fra gli acquirenti italiani il Museo Nazionale Romano, l'imprenditore Riccardo Gualino e Giuseppe Borgogna.
Uno degli strumenti di vendita principali furono le aste: attualmente sono stati rintracciati 127 cataloghi di aste organizzate da Sangiorgi, molti dei quali si trovano presso la Fondazione Federico Zeri presso l'Università di Bologna e il Getty Research Institute di Los Angeles. Nella redazione dei cataloghi Sangiorgi ricorse a importanti studiosi: fra questi Adolfo Venturi nel 1902 per la vendita della collezione Guidi e Ludwig Pollak nel 1906 per la vendita della collezione di Prospero Sarti.
Fu molto prodigo con la sua città natale con iniziative benefiche. Nel 1902 investì una grossa somma per allestire una «Casa del pane» in favore dei bambini bisognosi. Nel 1922 donò all'asilo infantile 50.000 lire allo scopo di costituire un fondo per il pane gratuito. Alla sua morte destinò all'asilo 200.000 lire (una somma ingente per l'epoca).
Giuseppe Sangiorgi scrisse diversi libri, fra cui la sua autobiografia, A viso aperto, pubblicata nel 1924. Morì a Roma nel 1928.
Dopo la sua morte la Galleria passò nelle mani del figlio e poi del nipote, per chiudere definitivamente nel 1970.

## Opere
- Giuseppe Sangiorgi, Tal'è qual'è, Milano, Bottega di poesia, 1920.
- Giuseppe Sangiorgi, A viso aperto, Milano, Bottega di poesia, 1924.